# Jubella enucleata
Jubella enucleata är en mossdjursart som beskrevs av Jullien 1882. Jubella enucleata ingår i släktet Jubella och familjen Jubellidae. Inga underarter finns listade i Catalogue of Life.